# Trois tumulus de Trélan
Les trois tumulus de Trélan sont situés sur la commune de Carnoët en France.

## Localisation
Les tumulus sont situés sur la commune de Carnoët, au lieu-dit de Kernon, dans le département des Côtes-d'Armor, dans la région Bretagne.

## Description
Les trois tumulus sont un site archéologique.

## Historique
Les trois tumulus sont inscrits au titre des monuments historiques par arrêté du 3 novembre 1971.